# Каванильес, Антонио Хосе
Анто́нио Хосе́ Кавани́льес (исп. Antonio José (Joseph) de Cavanilles (Cavanilles y Palop), кат. Antoni Josep Cavanilles i Palop, 16 января 1745 года, Валенсия, Испания — 5 мая 1804 года, Мадрид, Испания) — испанский ботаник. Впервые в ботанической науке описал множество растений, в частности, произрастающих в Океании. Академик Королевской Академии моральных и политических наук, иностранный член Императорской академии наук и художеств в Санкт-Петербурге.
Антонио Хосе Каванильес — дядя Антонио Каванильеса-и-Сенти, испанского историка.

## Биография
Первоначальное обучение получил в Духовной школе иезуитов, а затем в университете в Валенсии изучал философию. Магистр философии (1762) и доктор теологии (1766).

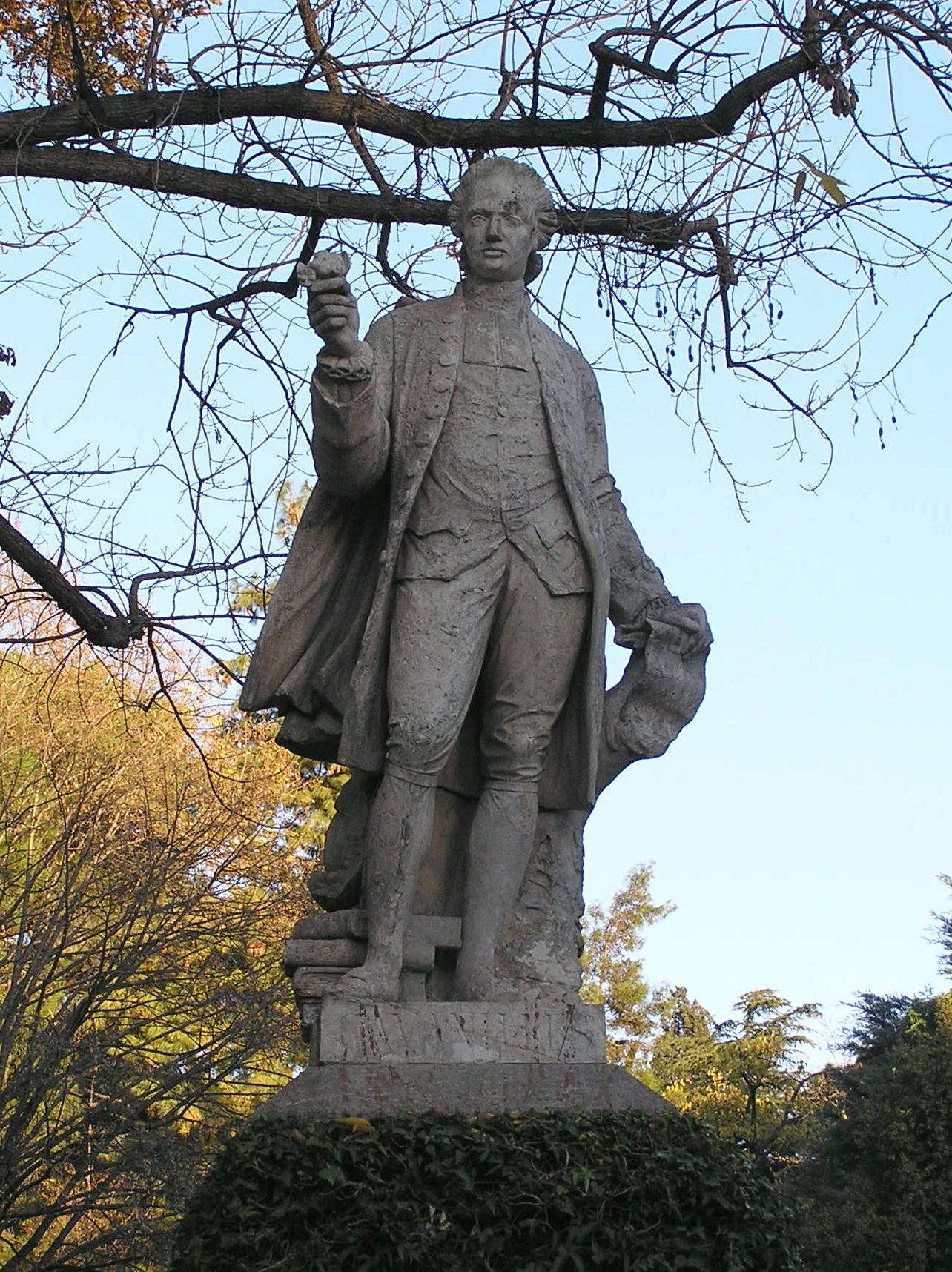
Памятник Антонио Хосе Каванильясу в Королевском ботаническом саду в Мадриде (1866, реставрирован в 1998 году). Скульптор Хосе Паньюччи

С 1777 по 1781 год изучал ботанику в Париже, где опубликовал Monodelphiae classis dissertationes decem (1785; другое издание — Мадрид, 1790, с 296 таблицами). В этом сочинении автор переработал заново линнеевский класс Monodelphiae и полемизировал с Леритье де Брютелем. Подобную же полемику Каванильес предпринял позже в Испании против Казимиро Ортеги и Иполито Руиса и резюмировал её в сочинении Coleccion de papeles sobre controversias botanicas (Мадрид, 1796).
Вернувшись в Испанию, Каванильес предпринял издание большого сочинения о культурных и декоративных растениях своей родины Icones et descriptiones plantarum, quae aut sponte in Hispania crescunt, aut in hortis hospitantur (6 томов с 601 таблицей, Мадрид, 1791—1801). В то же время Каванильес получил от испанского правительства поручение объехать с ботанической целью Испанию.
С 13 августа 1792 года — иностранный член Императорской академии наук и художеств в Санкт-Петербурге (член-корреспондент).
В 1799 году он вместе с Луи Прустом начал издание естественно-исторического журнала Anales de Historia Natural (с 1801 года — Anales de Ciencias Naturales), опубликовал там 48 статей.
С 1801 по 1804 год Каванильес был директором Королевского ботанического сада Мадрида, в котором читал лекции, опубликованные в Мадриде в 1802 году под заглавием Descripcion de los plantas que D. Antonio Josef Cavanilles demostró en las lecciones públicas del año 1801, precedida de los principios elementales de la Botánica (второе издание — 1827); в этом сочинении в первый раз описано многие американских растения.
Внезапно скончался, занимаясь изданием нового сочинения Hortus regius Madridensis.
Власти города Валенсии учредили ежегодную премию Каванильеса за научные заслуги и благотворительность в науке и культуре. Именем Каванильеса назван Институт изучения биологической эволюции и биоразнообразия.

## Основные печатные труды
- Observationes sorbe la historia natural, geografia, agricultura, población y frutos del regno de Valencia Por don Antonio Josef Cavanilles. En Madrid: en la Imprenta Real, 1795—1797
- Glosario de botánica en cuatro lenguas, 1795—1798
- Descriptiones de varias plantas exoticas, 1799—1804
- Elenchus plantarum Horti regii Madridensis, 1803
- Géneros y especies de plantas demostradas en las lecciones públicas del año 1802. Madrid, 1803